# Omosaurus
Omosaurus is een geslacht van uitgestorven reptielen uit de clade Crurotarsi uit het Laat-Trias.
In het midden van de negentiende eeuw vond de geoloog professor Ebenezer Emmons in de kolenmijn van het bedrijf Chatham in North Carolina, in lagen van de Newark Supergroup daterend uit het Carnien, wat tanden van een reptiel. In 1856 werden de fossielen in zijn verzameling beschreven door Joseph Leidy. Deze voegde de tanden samen met wat wervels, ribben en een huidplaat in dezelfde lagen gevonden door professor Michael Tuomey en benoemde het geheel als Omosaurus perplexus. Leidy gaf geen etymologie van de soortnaam; althans de soortaanduiding lijkt erop te wijzen dat hij geïntrigeerd was door de vondst. De geslachtsnaam is mogelijk afgeleid van het Oudgriekse ὠμός, oomos, 'ruw' en dan een verwijzing naar het ruwe oppervlak van de beenplaat. De huidige locatie van deze syntypen is onbekend.
De tanden beschreef Leidy als vrij recht, iets naar binnen gebogen, kegelvormig en spits met een lengte tot één duim. Ze hebben twee snijranden aan de binnenzijde en de doorsnede is iets D-vormig met de bult naar buiten. De buitenkant is glad met kleine rimpelingen die verticaal lopen aan de binnenkant en horizontaal aan de buitenkant.
De wervels zijn amficoel en ingesnoerd, ongeveer drie centimeter lang en in doorsnede, iets hoger dan breed. De beenplaat was bedekt met ornamentering in een uitwaaierend en splitsend patroon.
Leidy zelf dacht dat het een zeereptiel, vermoedelijk een plesiosauriër, betrof en vermoedde dat de resten eigenlijk toegewezen hadden moeten worden aan een al benoemd geslacht. In 1902 werd door Frederick Augustus Lucas begrepen dat het om een 'krokodilachtige' ging — indertijd de term voor alle crurotarsen — die hij in de Crocodilia plaatste en ook dat de naam daarvan prioriteit had ten opzichte van Omosaurus Owen 1875 welke stegosauriër daarom door hem hernoemd werd tot Dacentrurus. De echte Omosaurus heeft sindsdien weinig aandacht gekregen van de wetenschap. Hij wordt meestal vermeld als een nomen dubium, een vermoedelijk lid van de Phytosauria.